# Джонсон, Эй Джей
Эй Джей Джонсон (англ. AJ Johnson; Пустой шаблон {{ВД-Преамбула}} ) — американский профессиональный баскетболист, выступающий за клуб НБА «Вашингтон Уизардс».

## Профессиональная карьера

### Иллаварра Хокс (2023–2024)
13 апреля 2023 года Джонсон подписал контракт с клубом «Иллаварра Хокс» из Национальной баскетбольной лиги Австралии, присоединившись к программе NBL Next Stars. Джонсон последовал примеру Ламело Болла, который в сезоне 2019/2020 также играл за «Хокс» в преддрафтовый сезон. Джонсон в среднем набирал 2,9 очка, 1,3 подбора и 0,7 передачи за игру за 7,7 минут за игру, сыграв 26 игр в НБЛ за время своего пребывания в «Хокс».

### Милуоки Бакс / Висконсин Херд (2024–2025)
26 июня 2024 года Джонсон был выбран «Милуоки Бакс» под 23-м общим выбором на драфте НБА 2024 года. Это было достаточно неожиданным решением со стороны «Бакс», поскольку Джонсон, как ожидалось, будет выбран во втором раунде. 5 июля он подписал контракт с «Милуоки».
Джонсон дебютировал в НБА 23 октября 2024 года в выигранном со счётом 124–109 игре против «Филадельфии». Джонсон также играл за «Висконсин Херд» в Джи-Лиге НБА.

### Вашингтон Уизардс / Кэпитал-Сити Гоу-Гоу (2025–настоящее время)
6 февраля 2025 года Джонсон отправился играть за «Вашингтон Уизардс» в результате четрёхстороннего обмена, с участием Криса Миддлтона. 17 марта Джонсон впервые в карьере вышел в стартовом составе в матче против «Портленд Трэйл Блэйзерс», проигранном со счётом 112-97. Он набрал восемь очков, сделал семь подборов, четыре результативные передачи и один блок-шот.

## Статистика

### Статистика в НБА
| Сезон                                                                                    | Команда   | Регулярный сезон | Регулярный сезон | Регулярный сезон | Регулярный сезон | Регулярный сезон | Регулярный сезон | Регулярный сезон | Регулярный сезон | Регулярный сезон | Регулярный сезон | Регулярный сезон | Серия плей-офф | Серия плей-офф | Серия плей-офф | Серия плей-офф | Серия плей-офф | Серия плей-офф | Серия плей-офф | Серия плей-офф | Серия плей-офф | Серия плей-офф | Серия плей-офф |
| Сезон                                                                                    | Команда   | GP               | GS               | MPG              | FG%              | 3P%              | FT%              | RPG              | APG              | SPG              | BPG              | PPG              | GP             | GS             | MPG            | FG%            | 3P%            | FT%            | RPG            | APG            | SPG            | BPG            | PPG            |
| ---------------------------------------------------------------------------------------- | --------- | ---------------- | ---------------- | ---------------- | ---------------- | ---------------- | ---------------- | ---------------- | ---------------- | ---------------- | ---------------- | ---------------- | -------------- | -------------- | -------------- | -------------- | -------------- | -------------- | -------------- | -------------- | -------------- | -------------- | -------------- |
| 2024/25                                                                                  | Милуоки   | 7                | 0                | 6,3              | 42,1             | 60,0             | 50,0             | 1,0              | 1,0              | 0,1              | 0,0              | 2,9              | Не участвовал  | Не участвовал  | Не участвовал  | Не участвовал  | Не участвовал  | Не участвовал  | Не участвовал  | Не участвовал  | Не участвовал  | Не участвовал  | Не участвовал  |
| 2024/25                                                                                  | Вашингтон | 22               | 11               | 27,0             | 38,1             | 24,7             | 88,6             | 2,4              | 3,1              | 0,5              | 0,1              | 9,1              | Не участвовал  | Не участвовал  | Не участвовал  | Не участвовал  | Не участвовал  | Не участвовал  | Не участвовал  | Не участвовал  | Не участвовал  | Не участвовал  | Не участвовал  |
|                                                                                          | Всего     | 29               | 11               | 22,0             | 38,5             | 26,7             | 86,5             | 2,0              | 2,6              | 0,4              | 0,1              | 7,6              | Не участвовал  | Не участвовал  | Не участвовал  | Не участвовал  | Не участвовал  | Не участвовал  | Не участвовал  | Не участвовал  | Не участвовал  | Не участвовал  | Не участвовал  |
| Наведите курсор мыши на аббревиатуры в заголовке таблицы, чтобы прочесть их расшифровку. |           |                  |                  |                  |                  |                  |                  |                  |                  |                  |                  |                  |                |                |                |                |                |                |                |                |                |                |                |

### Статистика в Джи-Лиге
| Сезон                                                                                    | Команда              | Регулярный сезон | Регулярный сезон | Регулярный сезон | Регулярный сезон | Регулярный сезон | Регулярный сезон | Регулярный сезон | Регулярный сезон | Регулярный сезон | Регулярный сезон | Регулярный сезон | Серия плей-офф | Серия плей-офф | Серия плей-офф | Серия плей-офф | Серия плей-офф | Серия плей-офф | Серия плей-офф | Серия плей-офф | Серия плей-офф | Серия плей-офф | Серия плей-офф |
| Сезон                                                                                    | Команда              | GP               | GS               | MPG              | FG%              | 3P%              | FT%              | RPG              | APG              | SPG              | BPG              | PPG              | GP             | GS             | MPG            | FG%            | 3P%            | FT%            | RPG            | APG            | SPG            | BPG            | PPG            |
| ---------------------------------------------------------------------------------------- | -------------------- | ---------------- | ---------------- | ---------------- | ---------------- | ---------------- | ---------------- | ---------------- | ---------------- | ---------------- | ---------------- | ---------------- | -------------- | -------------- | -------------- | -------------- | -------------- | -------------- | -------------- | -------------- | -------------- | -------------- | -------------- |
| 2024/25                                                                                  | Висконсин Херд       | 25               | 21               | 28,6             | 43,3             | 36,8             | 78,8             | 3,8              | 4,0              | 1,0              | 0,2              | 13,4             | Не участвовал  | Не участвовал  | Не участвовал  | Не участвовал  | Не участвовал  | Не участвовал  | Не участвовал  | Не участвовал  | Не участвовал  | Не участвовал  | Не участвовал  |
| 2024/25                                                                                  | Кэпитал-Сити Гоу-Гоу | 5                | 5                | 29,9             | 45,3             | 41,9             | 88,9             | 3,4              | 4,4              | 1,2              | 0,4              | 16,4             | Не участвовал  | Не участвовал  | Не участвовал  | Не участвовал  | Не участвовал  | Не участвовал  | Не участвовал  | Не участвовал  | Не участвовал  | Не участвовал  | Не участвовал  |
|                                                                                          | Всего                | 30               | 26               | 28,8             | 43,7             | 38,0             | 81,0             | 3,7              | 4,1              | 1,0              | 0,3              | 13,9             | Не участвовал  | Не участвовал  | Не участвовал  | Не участвовал  | Не участвовал  | Не участвовал  | Не участвовал  | Не участвовал  | Не участвовал  | Не участвовал  | Не участвовал  |
| Наведите курсор мыши на аббревиатуры в заголовке таблицы, чтобы прочесть их расшифровку. |                      |                  |                  |                  |                  |                  |                  |                  |                  |                  |                  |                  |                |                |                |                |                |                |                |                |                |                |                |

### Статистика в других лигах
| Сезон | Команда        | Лига     | GP | GS | MPG  | FG%  | 3P%  | FT%  | RPG | APG | SPG | BPG | PFL | TOV | PPG |
| --- | -------------- | -------- | -- | -- | ---- | ---- | ---- | ---- | --- | --- | --- | --- | --- | --- | --- |
| 2023/24 | Все клубы      | Все лиги | 29 | 0  | 8,3  | 35,5 | 27,8 | 53,8 | 1,2 | 0,8 | 0,2 | 0,1 | 0,9 | 0,7 | 2,9 |
| 2023/24 | Иллаварра Хокс | НБЛ      | 26 | 0  | 7,7  | 36,7 | 30,0 | 53,8 | 1,3 | 0,7 | 0,2 | 0,1 | 0,7 | 0,6 | 2,8 |
| 2023/24 | Иллаварра Хокс | НБЛ Блиц | 3  | 0  | 12,8 | 28,6 | 16,7 | -    | 1,0 | 1,7 | 0,0 | 0,3 | 2,3 | 1,7 | 3,0 |
| Всего | Всего          | Всего    | 29 | 0  | 8,3  | 35,5 | 27,8 | 53,8 | 1,2 | 0,8 | 0,2 | 0,1 | 0,9 | 0,7 | 2,9 |
| Наведите курсор мыши на аббревиатуры в заголовке таблицы, чтобы прочесть их расшифровку Статистика приведена с сайта basketball.realgm.com |                |          |    |    |      |      |      |      |     |     |     |     |     |     |     |